# 鹿江街道
鹿江街道，是中华人民共和国江西省宜春市樟树市下辖的一个街道办事处。

## 行政区划
鹿江街道下辖以下地区：
市背社区、东门社区、鹿东社区、边街社区、站前社区、堎上社区、西堡村和大路口村。